# 大指蝦蛄
大指蝦蛄（学名：Gonodactylus chiragra）为指蝦蛄科指蝦蛄屬下的一个种。